# Campanha presidencial de Ron DeSantis em 2024
Em 24 de maio de 2023, Ron DeSantis, o 46º e atual governador da Flórida, anunciou sua candidatura à eleição presidencial dos Estados Unidos de 2024. Em 21 de janeiro de 2024, ele suspendeu sua campanha e declarou apoio ao ex-presidente Donald Trump. A campanha de DeSantis terminou após conquistar nove delegados para a Convenção Nacional Republicana [en] nas primárias republicanas de 2024.
DeSantis foi eleito para a Câmara dos Representantes dos Estados Unidos em 2012 e reeleito em 2014 e 2016. Em 2016, candidatou-se à vaga de Marco Rubio no Senado dos Estados Unidos, mas desistiu quando Rubio decidiu concorrer à reeleição. Em 2018, foi eleito governador da Flórida e, em 2022, venceu a reeleição [en] por ampla margem. Suas decisões marcantes durante o mandato como governador geraram especulações sobre uma possível corrida presidencial. Após o ataque ao Capitólio em 6 de janeiro, meios de comunicação de Rupert Murdoch, como o New York Post, o The Wall Street Journal e a Fox News, apresentaram DeSantis como uma alternativa ao ex-presidente Donald Trump. No início de 2023, ele iniciou uma turnê para divulgar seu livro de memórias recém-lançado, The Courage to Be Free [en], visitando estados com votações primárias antecipadas.
DeSantis anunciou oficialmente sua candidatura em uma discussão no Twitter Spaces com o CEO da X Corp., Elon Musk, após revelar seus planos à Associated Press no dia anterior. Problemas técnicos durante o evento chamaram a atenção dos críticos. A campanha começou com um evento presencial em Iowa, seguido por uma turnê em estados de votação antecipada. DeSantis destacou seu desempenho como governador e seu histórico político, enfatizando sua posição sobre questões LGBT e sua gestão da Pandemia de COVID-19 na Flórida [en] para se diferenciar de Trump. Embora inicialmente tivesse apoio competitivo em relação a Trump, segundo pesquisas agregadas do FiveThirtyEight [en], a diferença entre os dois cresceu ao longo de 2023.

## Contexto

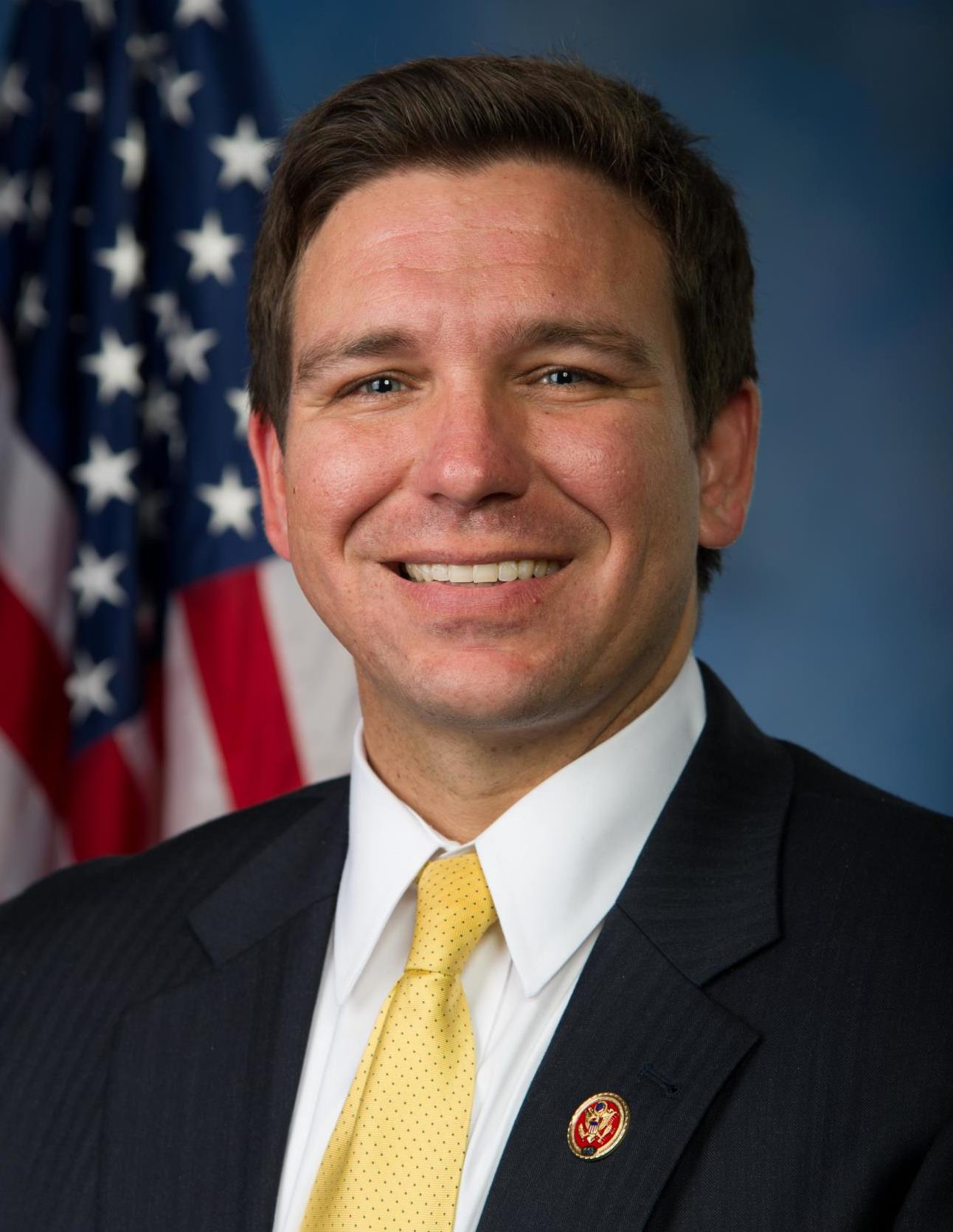
Retrato congressional de Ron DeSantis, 2013

Na eleição de 2012, DeSantis conquistou uma vaga na Câmara dos Representantes dos Estados Unidos pelo 6º distrito congressional da Flórida. Ele foi reeleito nas eleições de 2014 e 2016. Durante seu mandato, integrou o Comitê de Relações Exteriores [en] e o Comitê de Supervisão e Responsabilidade [en], presidindo o Subcomitê de Segurança Nacional, Fronteira e Relações Exteriores deste último. Na eleição para o Senado em 2016 [en], candidatou-se à vaga ocupada por Marco Rubio, que inicialmente não buscaria a reeleição devido à sua campanha presidencial [en]. Quando Rubio desistiu da corrida presidencial e anunciou que concorreria novamente ao Senado, DeSantis retirou sua candidatura.
Em janeiro de 2018, DeSantis registrou sua candidatura ao cargo de governador da Flórida na eleição estadual [en] para suceder o republicano Rick Scott. Com o apoio do então presidente Donald Trump, venceu as primárias republicanas em agosto e renunciou ao Congresso em setembro. DeSantis e sua companheira de chapa, Jeanette Núñez [en], foram confirmados vencedores após uma recontagem estadual, levando o candidato democrata Andrew Gillum [en], do Partido Democrata, a reconhecer a derrota. Em setembro de 2021, DeSantis sinalizou sua intenção de concorrer à reeleição em 2022 [en], lançando oficialmente sua campanha em novembro. Em uma vitória expressiva, ele derrotou o candidato democrata Charlie Crist, que governou a Flórida de 2007 a 2011.
O mandato de DeSantis como governador da Flórida foi marcado por vários acontecimentos significativos. A Pandemia de COVID-19 na Flórida começou em março de 2020; contrariando o consenso científico, DeSantis minimizou a eficácia das máscaras contra a COVID-19 [en] e tentou reabrir o estado seguindo as orientações de Trump sobre a resposta federal. Em setembro de 2021, nomeou Joseph Ladapo [en], conhecido por sua postura cética em relação às vacinas contra COVID-19 e signatário da Declaração de Great Barrington, como cirurgião-geral da Flórida, enquanto aplicava multas a governos locais por exigirem vacinas.
Em março de 2022, assinou a Lei dos Direitos dos Pais na Educação [en], que proíbe escolas públicas da Flórida de discutir ou ensinar sobre orientação sexual ou identidade de gênero do jardim de infância até a terceira série, iniciando uma disputa com a The Walt Disney Company. Em abril de 2023, a Disney processou DeSantis em resposta. DeSantis também assinou uma lei proibindo o aborto após seis semanas, enquanto defendia um governo limitado [en] e adotava uma postura firme contra a criminalidade [en]. Em agosto de 2020, ele minimizou rumores sobre uma candidatura presidencial, classificando as especulações como "total bobagem".

## Desenvolvimentos pré-candidatura

### Especulações iniciais
Em janeiro de 2021, DeSantis já era considerado um possível candidato na eleição presidencial de 2024. Ele foi convidado para a reunião de janeiro do Comitê Nacional Republicano em Amelia Island, apesar de apoiar o então presidente Donald Trump na época. Sua resposta à pandemia de COVID-19 na Flórida elevou ainda mais sua posição no Partido Republicano; Josh Holmes, assessor do líder da minoria no Senado, Mitch McConnell, afirmou que DeSantis estava "vivendo um momento com os conservadores". Em outubro de 2022, o ex-governador da Flórida Jeb Bush elogiou DeSantis como um potencial candidato para 2024 e, em fevereiro de 2023, reiterou seu desejo de que ele concorresse, embora tenha esclarecido que estava "elogiando, não apoiando" DeSantis.
Uma pesquisa informal na Conferência de Ação Política Conservadora (CPAC) colocou DeSantis em segundo lugar, atrás apenas de Trump, sendo o único outro republicano a alcançar números de dois dígitos na sondagem. Em maio, DeSantis discursou para o Partido Republicano no Condado de Allegheny, Pensilvânia, alimentando ainda mais as especulações sobre uma possível candidatura, enquanto alguns democratas começavam a organizar uma campanha contra ele. Apesar de vários apoios, ele se opôs publicamente a uma candidatura presidencial, afirmando em uma coletiva de imprensa em setembro de 2021 que as discussões sobre sua candidatura eram "puramente fabricadas". Pesquisas estaduais sugeriram uma forte conexão com eleitores republicanos com ensino superior e vitórias apertadas contra Trump.
Na mídia conservadora, DeSantis aparecia com frequência e desenvolveu uma relação mútua. Em um e-mail obtido pelo Tampa Bay Times, um produtor da Fox News disse que ele "poderia apresentar o [Fox & Friends]". DeSantis formou alianças com comentaristas conservadores, recebendo o apresentador político Dave Rubin [en] e o repórter da Newsmax [en], Benny Johnson [en], na Mansão do Governador [en] em janeiro de 2022.
Em The American Conservative [en] e na National Review, ele foi elogiado como uma forte alternativa a Trump. À medida que o New York Post e o The Wall Street Journal — pertencentes à News Corp de Rupert Murdoch — começaram a criticar Trump pelo ataque ao Capitólio em 6 de janeiro, a Fox News de Murdoch passou a dar mais destaque a DeSantis e colaborou com sua equipe para retratá-lo positivamente. O livro da jornalista do The New York Times, Maggie Haberman [en], Confidence Man (2022), afirma que Murdoch estava disposto a "abandonar [Trump]" após sua derrota na eleição presidencial de 2020. Após a reeleição de DeSantis, o New York Post publicou a manchete "DeFuturo", enquanto o The Wall Street Journal declarou a vitória como o "tsunami DeSantis na Flórida".
A campanha especulativa de DeSantis foi alvo de teóricos da conspiração, especialmente seguidores do QAnon. Em fevereiro de 2023, o empresário húngaro-americano George Soros expressou esperança de que DeSantis derrotasse Trump na indicação republicana, embora tenha esclarecido que isso era um desejo de que Trump concorresse como candidato de terceiro partido, dividindo o voto republicano, e não um apoio à presidência de DeSantis. Opositores de DeSantis aproveitaram essa declaração, promovendo teorias da conspiração de que ele seria "uma ferramenta do Estado Profundo", com "mais de 12 mil menções a 'DeSoros' em redes sociais e sites de notícias" entre janeiro e maio de 2023. A ex-candidata ao governo do Arizona, Kari Lake, afirmou falsamente que Soros havia apoiado DeSantis, chamando isso de "o beijo da morte".
À medida que as especulações cresciam, Trump intensificou os ataques contra DeSantis, chamando-o de "Ron DeSanctimonious" (Ron Santimonioso) em um comício na Pensilvânia em novembro de 2022, antes de sua campanha presidencial. O The New York Times relatou que Trump usava informalmente o apelido "Meatball Ron" (Ron Almôndega); DeSantis é Italiano-americano. Dias após a publicação do artigo, Trump declarou no Truth Social que "nunca chamará Ron DeSanctimonious de 'Meatball' Ron" e que isso seria "totalmente inadequado".

### Preparativos para a candidatura

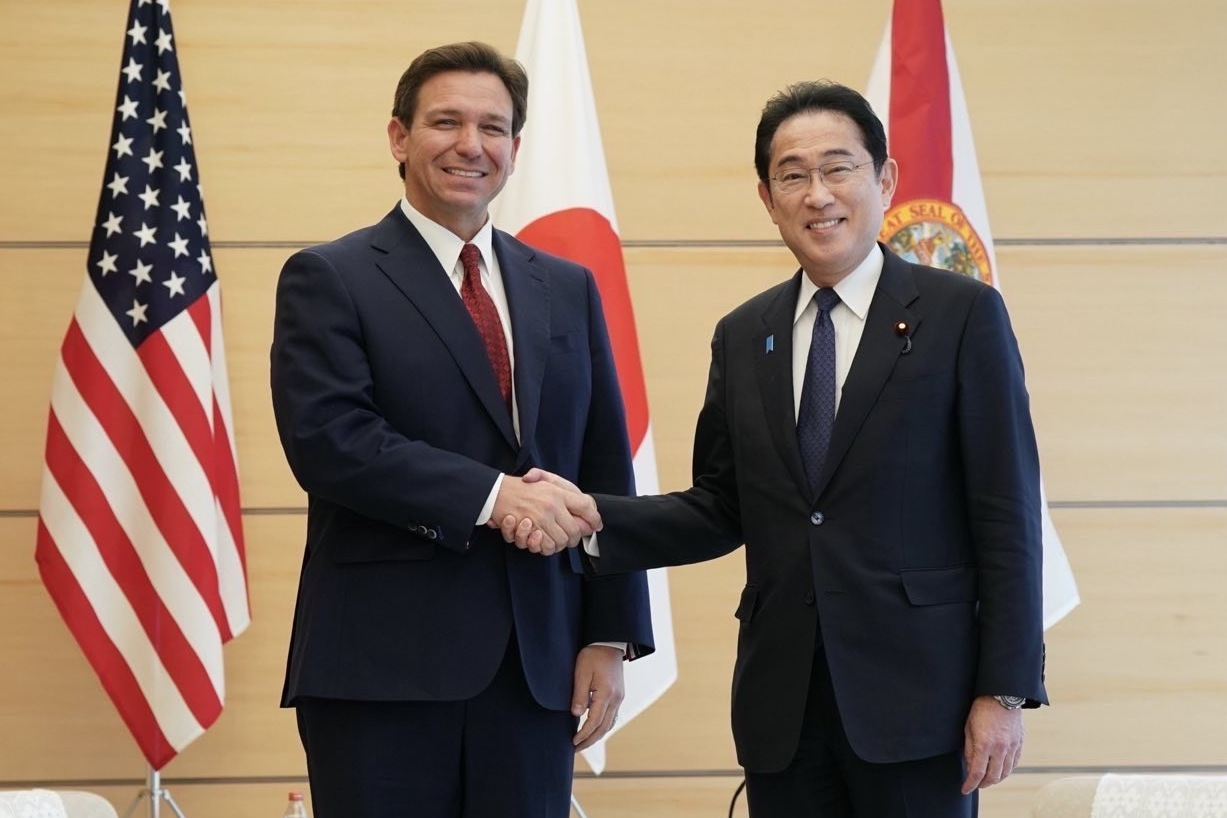
As visitas internacionais de DeSantis foram consideradas um esforço para fortalecer suas credenciais em política externa

Em fevereiro de 2023, DeSantis lançou The Courage to Be Free, um livro de memórias que aborda suas crenças políticas, e iniciou uma turnê promocional nos estados de votação antecipada, como Iowa, New Hampshire, Nevada, e Carolina do Sul, entre outros. Apesar de sugerir uma possível candidatura presidencial, DeSantis afirmou que a turnê tinha como objetivo promover seu desempenho como governador da Flórida, e não Trump. Em abril, ele visitou Japão, Coreia do Sul, Israel e o Reino Unido, em uma iniciativa vista como um esforço para fortalecer suas credenciais em política externa. DeSantis foi criticado por um desempenho aparentemente pouco expressivo durante a viagem. Segundo o The Guardian, DeSantis começou a reunir uma equipe sênior em 27 de fevereiro.
Em abril, a Legislatura da Flórida [en] aprovou um projeto de lei eleitoral que elimina a exigência de que DeSantis renuncie ao cargo de governador caso lance uma campanha presidencial. O projeto foi sancionado por DeSantis horas antes do esperado anúncio de sua candidatura. Ao fim da sessão legislativa da Flórida, em 12 de maio, DeSantis disse a repórteres que "ou vai se candidatar ou vai ficar quieto" sobre o anúncio da campanha em breve. Uma pessoa ligada à campanha de DeSantis informou ao The Hill em 19 de maio que ele apresentaria os documentos à Comissão Eleitoral Federal na semana seguinte, e o nome de usuário de DeSantis no Twitter foi alterado de @RonDeSantisFL para @RonDeSantis em 23 de maio.
Antes de um possível anúncio presidencial, começaram a surgir relatos sobre a personalidade reservada de DeSantis. Em um dos casos mais notórios, o The Daily Beast relatou em março de 2023 que, durante uma viagem de avião particular em março de 2019 de Tallahassee a Washington, D.C., DeSantis comeu uma sobremesa de pudim de chocolate usando três dedos, segundo duas fontes. Um ex-assessor disse à publicação que DeSantis comia "como um animal faminto que nunca havia comido antes", em uma seção sobre suas habilidades sociais limitadas. Embora ele tenha negado o incidente, o caso rapidamente ganhou atenção da imprensa.
Um comitê de ação política (PAC) alinhado com Trump lançou em abril uma mensagem política intitulada "Pudding Fingers" (Dedos de Pudim), com alegações sobre DeSantis ao fundo de um homem comendo pudim com três dedos. Em entrevista à NBC News, vários colegas republicanos disseram que DeSantis era "um solitário" e frequentemente visto no celular. O The New York Times relatou que DeSantis usou grades de bicicleta para se separar da multidão durante sua visita a Iowa. Um vídeo de DeSantis rindo alto e de forma desajeitada em um evento de campanha em Iowa viralizou e foi comparado ao Grito de Dean [en], um erro político na campanha presidencial de Howard Dean [en] em 2004.
Antes do anúncio da campanha, aliados de DeSantis criaram um comitê de ação política chamado Friends of Ron DeSantis. Embora o PAC tenha arrecadado US$86 milhões, esses fundos não podem ser transferidos para Ron DeSantis para Presidente, pois foram obtidos sob leis estaduais mais flexíveis. Em 15 de maio, Friends of Ron DeSantis registrou uma mudança de nome para "Empower Parents" na Divisão de Eleições da Flórida, adotando a nova missão de "proteger os direitos parentais na educação", em um aparente esforço para redistribuir os fundos e contornar a lei federal. O grupo de fiscalização Campaign Legal Center [en] afirmou que apresentará uma queixa à Comissão Eleitoral Federal se os fundos forem transferidos. Empower Parents pode transferir seus recursos para o Never Back Down, um super PAC federal que arrecadou US$30 milhões.
O Never Back Down veiculou anúncios em estados de votação antecipada que atacam diretamente Trump, e espera contar com um orçamento de US$200 milhões. O PAC planeja transferir US$80 milhões de uma das contas políticas de DeSantis. Embora essa transferência fosse proibida pela lei estadual, o Departamento de Estado da Flórida alterou seu manual para permiti-la, citando a decisão Citizens United v. FEC [en] (2010).

## Campanha

### Anúncio
| Ron DeSantis | Logo do Twitter, um pássaro azul estilizado |
| @RonDeSantis |                                             |

            Estou concorrendo à presidência para liderar nosso Grande Retorno Americano.

24 de maio de 2023

 Em 23 de maio de 2023, uma fonte interna da campanha revelou à Associated Press que DeSantis anunciaria sua candidatura no Twitter Spaces com o CEO do Twitter, Elon Musk, às 18h (horário de verão do leste dos EUA, EDT) do dia seguinte, após uma reunião com doadores no Four Seasons Hotel Miami. Musk então confirmou oficialmente a conversa ao vivo. Horas antes do evento, DeSantis registrou oficialmente sua candidatura junto à Comissão Eleitoral Federal [en] (FEC). DeSantis postou um vídeo de lançamento minutos antes do início do Twitter Spaces. Durante a chamada, que atraiu mais de 600 mil usuários do Twitter, problemas técnicos comprometeram gravemente o anúncio, deixando DeSantis incapaz de falar por 20 minutos. O Twitter Spaces foi reiniciado, mas perdeu um número significativo de ouvintes. A conversa foi moderada por David Sacks, confidente de Musk durante a aquisição do Twitter e doador republicano que elogiou DeSantis e contribuiu com US$50 mil.
Após o evento, DeSantis apareceu no Fox News Tonight e conversou com o ex-congressista republicano Trey Gowdy [en], fazendo piadas sobre os problemas técnicos. Manifestantes se reuniram no hotel Four Seasons antes do anúncio de DeSantis. Embora Sacks tenha afirmado que o evento foi "a maior sala já realizada nas redes sociais", transmissões ao vivo no Facebook Live de um melancia explodindo pela BuzzFeed e de April [en], uma girafa grávida no Animal Adventure Park em Harpursville, Nova York, superaram sua audiência. Estima-se que 3,4 milhões de pessoas ouviram a entrevista ou sua gravação, segundo o Twitter.
Após o anúncio, DeSantis apareceu em vários programas de mídia conservadora, como o Erick Erickson Show de Erick Erickson [en] e o The Clay Travis and Buck Sexton Show, sugerindo que perdoaria Trump, se condenado, bem como participantes do ataque ao Capitólio em 6 de janeiro. No The Ben Shapiro Show, ele prometeu revogar a Lei da Primeira Etapa [en], assinada por Trump em 2018 a pedido de seu genro Jared Kushner. Essas aparições irritaram Trump; em sua entrevista com Shapiro, DeSantis criticou a resposta [en] de Trump à Pandemia de COVID-19.
Os problemas técnicos durante o Twitter Spaces ofuscaram a mensagem de DeSantis. O presidente Joe Biden, que estava concorrendo à reeleição, tuitou "Este link funciona", seguido de um link para sua própria campanha de doação. Trump escreveu no Truth Social que o colarinho de DeSantis estava "muito grande" no vídeo de lançamento; ele posteriormente lançou um vídeo satírico de um falso evento no Twitter Spaces, com figuras como George Soros, Klaus Schwab, Adolf Hitler e o Diabo presentes. Trump seguiu com outro vídeo de um foguete — rotulado "Ron 2024", em referência ao logotipo da campanha presidencial de Jeb Bush em 2016 [en] — caindo. Ambos os vídeos parecem ser gerados por inteligência artificial. O representante da Flórida Matt Gaetz [en], um importante aliado de Trump, tuitou "DeSedativo". A mídia conservadora rapidamente usou os problemas técnicos para ridicularizar DeSantis. O editor da National Review, Philip Klein, chamou o evento de desastre, assim como a Fox News.
O Daily Mail publicou a manchete "Ron's Desaster" — termo que se tornou uma hashtag em alta no Twitter —, enquanto o Breitbart News chamou de "DeBacle para DeSantis". Por outro lado, o comentarista conservador Ben Shapiro escreveu que aqueles preocupados com "a ótica da falha no Twitter Spaces" provavelmente não votariam em DeSantis. Musk classificou a discussão como um sucesso, apontando a cobertura da mídia sobre seu fracasso. A campanha de DeSantis divulgou um comunicado esclarecendo que os problemas no Twitter Spaces foram causados por um grande influxo de ouvintes simultâneos; o porta-voz Dave Abrams chamou de "excitação que quebrou a internet". Segundo o The New York Times, os funcionários não realizaram um teste de estresse previamente. O Tampa Bay Times atribuiu a falta de reação de apresentadores de talk show noturno, como Stephen Colbert e John Oliver, à greve dos roteiristas dos Estados Unidos de 2023.

### Fases iniciais e oposição
Em 30 de maio, DeSantis realizou seu primeiro evento presencial na Eternity Church, em Clive, Iowa, uma decisão vista pela Associated Press como um esforço para fortalecer sua conexão com eleitores cristãos evangélicos. Ele visitou posteriormente outras cidades em Iowa, incluindo Sioux City, Council Bluffs, Pella e encerrou sua passagem em Cedar Rapids. Em uma entrevista no Fox & Friends, DeSantis chamou Iowa de "muito importante" e traçou paralelos entre a proibição do aborto após seis semanas [en] que ele sancionou e a legislação de Iowa. O evento fazia parte de uma turnê por três estados chamada "Great American Comeback Tour", na qual ele visitou doze cidades nos Estados Unidos, incluindo locais nos estados-chave de votação antecipada, New Hampshire e Carolina do Sul. Durante sua visita a New Hampshire, DeSantis discutiu com um repórter da Associated Press em Laconia [en], perguntando: "Você é cego?" O incidente atraiu atenção da mídia; o Never Back Down classificou como um exemplo de DeSantis enfrentando "notícias falsas".
Em Manchester, DeSantis foi recebido por manifestantes pelos direitos reprodutivos. Em 7 de junho, DeSantis visitou a fronteira entre México e Estados Unidos em Arizona, reunindo-se com o xerife do Condado de Cochise, Mark Dannels. Ao mesmo tempo, ele iniciou um esforço de batida de porta de US$100 milhões. A campanha de DeSantis estabeleceu um campo de treinamento — chamado por aliados de "Fort Benning" — para incentivar ações de canvassing (busca de votos porta a porta). DeSantis respondeu a perguntas em um evento de assembleia pública em New Hampshire em 27 de junho. Em um evento chuvoso, DeSantis participou de um desfile do Dia da Independência em New Hampshire. A esposa de DeSantis, Casey DeSantis [en], anunciou que lançaria um grupo de base chamado "Mamas for DeSantis" com a governadora de Iowa, Kim Reynolds, dias após DeSantis e Trump se encontrarem em uma convenção do Moms for Liberty [en].
Em um vídeo posterior, ela convocou mães a se mobilizarem para "proteger a inocência de nossos filhos e os direitos dos pais". DeSantis fez sua primeira aparição independente em 6 de julho com Reynolds. Por meio de suas palavras — tanto em privado quanto em público —, Reynolds criou um ambiente favorável a DeSantis, o que irritou Trump. Trump atacou Reynolds e decidiu não participar de um evento em Des Moines, Iowa, organizado por The Family Leader e pelo político Bob Vander Plaats [en], no qual DeSantis a defendeu e, indiretamente, disse a ele no The Howie Carr Show [en]: "Ninguém tem direito a essa indicação".

Esta é uma guerra de certo tipo, e o que você faz, de maneira geral, é que a pessoa em segundo lugar vai atrás daquela pessoa, em vez de alguém em oitavo ou nono lugar.

—Trump explicando sua rivalidade com DeSantis
A campanha de Trump buscou atacar diretamente DeSantis, com ambas as campanhas frequentemente usando imagens geradas por inteligência artificial (IA) ou outras formas de mídia sintética. Dias após DeSantis anunciar sua candidatura, aliados proeminentes de Trump — como seu filho, Donald Trump Jr. — compartilharam uma cena do episódio "The Negotiation" da série The Office, com o rosto de DeSantis sobreposto digitalmente ao de Michael Scott; a cena mostra um encontro entre Scott e Darryl Philbin, no qual Scott usa um terno feminino e é criticado por isso. Pouco depois, a campanha de DeSantis utilizou uma sequência de imagens com Trump e o ex-diretor do Instituto Nacional de Alergia e Doenças Infecciosas, Anthony Fauci, em um comercial de campanha. Embora algumas imagens fossem reais, a campanha de DeSantis intercalou a sequência com imagens geradas por IA de Trump beijando e abraçando Fauci, conforme apontado inicialmente pela Agence France-Presse.
Congressistas e aliados de Trump, como J. D. Vance e Marjorie Taylor Greene, criticaram o anúncio, com Greene pedindo sua remoção. A diretora de resposta rápida, Christina Pushaw, postou uma imagem gerada por IA de DeSantis montando um rinoceronte, aludindo ao termo pejorativo Republicano Apenas no Nome (RINO). Apesar de terem sido aliados durante a pandemia de COVID-19, Trump e DeSantis discordaram sobre a gestão da crise. Trump lançou anúncios com DeSantis — apelidado de "Ron do Lockdown" — emitindo ordens de ficar em casa. A rivalidade entre os dois se estendeu ao ponto de o Never Back Down seguir Trump em um ônibus de forma zombeteira.
Em uma série de postagens no Truth Social, Trump afirmou que DeSantis estava tentando "sair" da eleição presidencial de 2024. Trump lançou a coalizão "Farmers for Trump" em junho, criticando a posição de DeSantis sobre o Padrão de Combustível Renovável [en] e questionando seu apoio à indústria agrícola [en], especialmente em Iowa. DeSantis também enfrentou oposição de veículos de mídia de Rupert Murdoch. Will Cain [en] e Maria Bartiromo, da Fox News, questionaram a vitalidade de sua campanha, enquanto o The Wall Street Journal criticou um projeto de lei de imigração que ele assinou em maio, e o New York Post cobriu as dificuldades de sua campanha.
Durante o Mês do Orgulho, sua campanha divulgou um anúncio descrito como homofóbico e homoerótico, que criticava Trump por comentários favoráveis aos direitos LGBT durante a campanha presidencial de 2016. O anúncio de DeSantis contrasta os comentários de Trump com manchetes sobre suas políticas anti-LGBT, intercaladas com uma "série chocante" de clipes, incluindo um homem musculoso conhecido como Gigachad, imagens de DeSantis disparando lasers dos olhos, memes obscuros da direita, e cenas de filmes como Patrick Bateman em American Psycho, Jordan Belfort em O Lobo de Wall Street e Aquiles em Troia, frequentemente retratado como gay na literatura grega antiga. O vídeo foi criticado por muitos democratas e republicanos.
Em resposta, DeSantis reforçou suas críticas a Trump, chamando-o de "pioneiro em injetar ideologia de gênero na corrente principal". O vídeo foi removido do Twitter em 7 de julho por violações de direitos autorais. Segundo o The New York Times, o vídeo foi produzido por um funcionário de DeSantis e repassado a um apoiador, para parecer independente da campanha.

### Primeira reestruturação da campanha
Em julho, dois conselheiros sêniores deixaram a campanha de DeSantis para trabalhar em um esforço externo de campanha. Em meio a problemas financeiros, a campanha dispensou menos de dez assessores envolvidos no planejamento de eventos, segundo o Politico, mantendo pelo menos 90 funcionários. O Never Back Down recebeu currículos dos demitidos. Em uma aparente provocação aos comentários de Trump em um Dairy Queen em Council Bluffs, Iowa, onde ele perguntou o que era um Blizzard, DeSantis visitou um Dairy Queen e pediu um Blizzard. Ele não compareceu à Conferência da Turning Point Action [en] naquele mês, ao contrário de Trump, que descartou sua candidatura e aproveitou sua ausência. O secretário de imprensa da campanha, Bryan Griffin, afirmou que DeSantis estava em Iowa e falou no Jantar dos Estadistas do Partido Republicano do Tennessee [en]. Segundo os organizadores, ele recusou o convite para discursar na conferência. Outros oradores do evento — como os representantes Matt Gaetz, Byron Donalds e Anna Paulina Luna [en] — apoiaram Trump.
Em um evento de arrecadação em Ankeny, Iowa, DeSantis disse a repórteres que consideraria Kim Reynolds como possível vice-presidente caso venha a ganhar a indicação republicana. DeSantis reduziu sua agenda de viagens para priorizar estados de votação antecipada e focar em entrevistas na mídia, incluindo uma com Jake Tapper, da CNN, no programa The Lead with Jake Tapper, marcando sua primeira aparição em um canal não conservador. Griffin disse ao New York Post que a campanha prioriza arrecadação de fundos sobre atenção da mídia, criticando a mídia tradicional. A aceitação da mídia tradicional pela campanha é uma mudança em relação à estratégia isolacionista vista nos dias após o anúncio de DeSantis, que já foi descrita como um "espaço seguro" pelo Axios [en].
DeSantis foi o primeiro grande candidato a se registrar na Carolina do Sul, mas naquele dia seus eventos de campanha em Tega Cay e West Columbia foram ofuscados pela notícia de que Jack Smith avançava na investigação sobre o ataque ao Capitólio em 6 de janeiro, nomeando Trump como alvo. Naquele mês, o Never Back Down veiculou um anúncio político que — embora usasse um post escrito por Trump no Truth Social — utilizou um deepfake de áudio [en] de Trump como parte de uma compra de anúncios em Iowa no valor de pelo menos US$1 milhão. O conselheiro sênior da campanha de Trump, Chris LaCivita, criticou o uso de inteligência artificial no anúncio. Segundo a NBC News, DeSantis concorrerá como um insurgente, em vez de governador em exercício, e dependerá menos de seu governo como um todo. Ele apareceu no Capitólio do Estado de Utah com o governador de Utah, Spencer Cox [en], onde apelou à base evangélica do estado. Mais tarde naquele mês, o Politico relatou que DeSantis havia cortado um terço de sua equipe de campanha, ou 38 assessores, sinalizando a necessidade de controlar os gastos.
No mesmo dia, ele se envolveu em um acidente de carro por volta das 8h15 em Chattanooga, Tennessee, que feriu levemente um assessor, no mesmo dia de um retiro de doadores em Park City, Utah. Uma conta pró-DeSantis no Twitter foi criticada por postar um vídeo que exibia um Sonnenrad, um símbolo usado por neonazistas, ao fundo. O vídeo foi retuitado por um funcionário da campanha, mas acabou deletado após forte crítica e reação negativa. O criador do vídeo e quem o retuitou foi identificado como Nate Hochman, ex-escritor da National Review e redator de discursos da campanha, que foi posteriormente demitido. Mais tarde, revelou-se que a campanha de DeSantis estava diretamente envolvida na criação desse e de outros "vídeos de meme", após registros de bate-papo de uma "sala de guerra" da campanha serem divulgados pelo Semafor [en]. Em 8 de agosto, DeSantis substituiu a gerente de campanha Generra Peck por James Uthmeier. Peck passou a ser a estrategista-chefe.

### Segunda reestruturação da campanha
DeSantis reestruturou sua campanha pela segunda vez em 11 de agosto. No dia seguinte, DeSantis participou da Feira Estadual de Iowa [en], mas sua presença foi interrompida pela chegada de Trump. Um memorando do Never Back Down divulgado naquele mês sugeriu que o então candidato Vivek Ramaswamy implementaria o sistema de castas nos Estados Unidos, considerando Ramaswamy um adversário em ascensão.
A empresa de consultoria republicana Axiom Strategies divulgou online centenas de conselhos, memorandos e informações de pesquisas, revelando que a estratégia de debate de DeSantis é "usar um martelo" contra Ramaswamy e atacar Biden, mas defender Trump em sua ausência. DeSantis se distanciou dos documentos, afirmando que não os havia lido; seguir os conselhos seria interpretado como falta de controle sobre sua campanha. Em um discurso em New Hampshire, DeSantis ajustou sua abordagem para parecer mais pessoal, compartilhando uma anedota sobre ter ido ao Fenway Park enquanto jogava pelo time de beisebol Yale Bulldogs. Mais tarde naquele mês, DeSantis recebeu críticas de apoiadores de Trump por se referir a eles como "embarcações apáticas".

### Primárias de Iowa e desistência

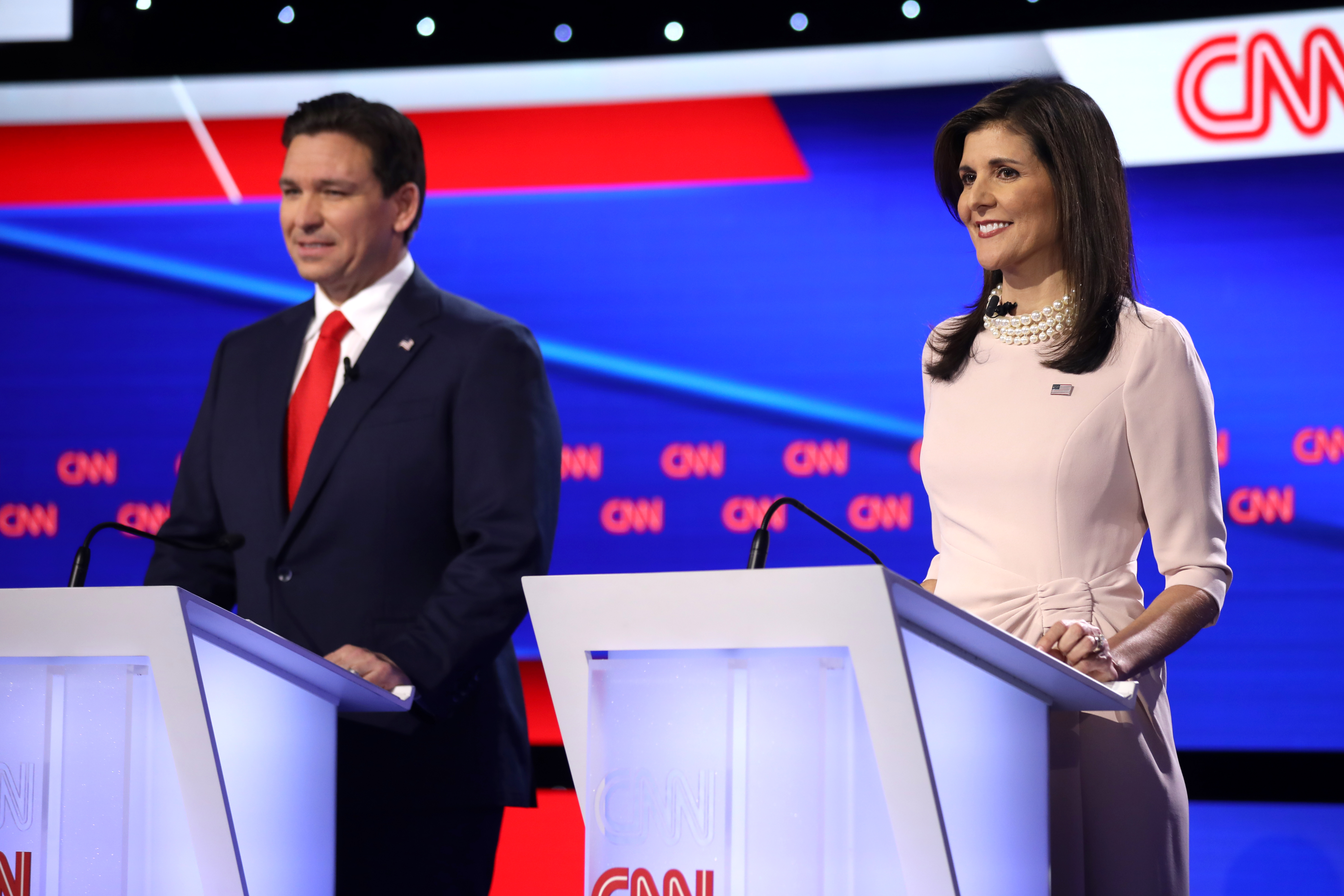
Ron DeSantis e Nikki Haley no Debate Presidencial Republicano da CNN em Des Moines, Iowa.

As primárias presidenciais republicanas de Iowa de 2024 foram realizadas em 15 de janeiro de 2024. DeSantis ficou em segundo lugar, obtendo 21,23% dos votos e 9 delegados, perdendo para Trump por uma margem de 30 pontos. Analistas descreveram os resultados como altamente prejudiciais à campanha de DeSantis.
Em 21 de janeiro de 2024, DeSantis suspendeu sua campanha antes das primárias republicanas de New Hampshire, endossando Trump. Antes do anúncio, o The New York Times havia relatado que era esperado que DeSantis desistisse de sua candidatura. Segundo um doador, DeSantis carecia de apoio financeiro. A campanha de Trump sabia que DeSantis estava preparando a suspensão da campanha, mas não esperava que ele endossasse Trump. A candidata Nikki Haley disse que DeSantis fez uma "ótima corrida" e lhe desejou sucesso. Sua campanha afirmou que não esperava que a desistência de DeSantis afetasse suas chances.

## Finanças

### Arrecadação de fundos
A campanha de DeSantis anunciou que ele arrecadou um total de US$8,2 milhões em doações online e contribuições feitas no Four Seasons Miami, superando Trump, que havia levantado US$9,5 milhões nas seis semanas após anunciar sua campanha. Sua campanha também foi apoiada pelo fundador da Bigelow Aerospace, Robert Bigelow [en], cuja doação de US$20 milhões ao Never Back Down é uma das maiores de um único doador em uma primária presidencial. Em entrevista ao USA Today, doadores expressaram indiferença em relação à queda de DeSantis nas pesquisas, comparando a campanha a uma maratona.
A rede de doadores de Charles Koch, um dos maiores investidores na política americana, considerou apoiar DeSantis, mas os tropeços iniciais da campanha desencorajaram Koch. O Never Back Down arrecadou US$500 000 por meio do Fundo Draft DeSantis 2024 nos dias seguintes ao anúncio de DeSantis. Até 6 de julho, a campanha de DeSantis havia arrecadado US$20 milhões, enquanto o Never Back Down anunciou ter levantado US$130 milhões. Segundo uma divulgação de financiamento de campanha naquele mês, a maioria do dinheiro arrecadado veio de doadores que contribuíram com o máximo legal, sugerindo possíveis problemas de solvência a longo prazo. Para alcançar esses doadores, DeSantis usou aviões privados, o que reduziu seu financiamento. O relatório mostra que a arrecadação desacelerou após o anúncio de sua candidatura.
Em e-mails de arrecadação, DeSantis focou em questões de guerra cultural — como homens transgêneros ficarem grávidos —, mencionando "woke" mais vezes do que qualquer outro candidato republicano. Buscando contrastá-lo com Trump, a campanha de DeSantis evitou o tom de súplica presente em muitos e-mails de arrecadação de Trump. O site da campanha promete evitar "fumaça e espelhos" e promessas irreais de fundos correspondentes. Seus conselheiros argumentaram que a transparência com doadores poderia contrabalançar a vantagem dos democratas com o ActBlue [en], um software de arrecadação online, enquanto o equivalente republicano, WinRed [en], foi criado 15 anos depois; a chefe de operações do Never Back Down, Kristin Davison, afirmou que um desafio para os republicanos é "expandir o universo de pequenos doadores". A abordagem de DeSantis foi testada pelo senador Bernie Sanders, que utilizou doadores de base em suas campanhas presidenciais de 2016 [en] e 2020 [en]. Apesar disso, ele atraiu ex-doadores de Trump, arrecadando mais que o dobro do que Nikki Haley entre esses doadores; quase metade das doações totais veio de distritos que apoiaram o democrata Joe Biden em 2020.
O Never Back Down adotou medidas agressivas para atrair voluntários para bater de porta em uma campanha nacional em massa. Até julho de 2023, a organização tinha entre 350 e 400 voluntários, segundo Davison. Esses esforços contrastam com as tradicionais organizações de campo presidencial, que geralmente usam voluntários não remunerados. O Never Back Down rastreia os voluntários por um aplicativo e exige que registrem suas interações com eleitores. Embora os voluntários sejam supostamente treinados e avaliados, o The Washington Post obteve vídeos de campainhas Ring [en]. Em um deles, um voluntário intoxicado por cannabis fez "comentários obscenos", levando à sua demissão. A representante da Virgínia, Barbara Comstock [en], criticou a prática, afirmando que campanhas preferem voluntários locais e familiarizados com a política do estado. Os voluntários são treinados em uma instalação em oeste de Des Moines, Iowa, conhecida como "Fort Benning", onde são orientados a evitar repórteres e apoiadores de Trump, respeitar placas de "proibido invadir", mas não de "proibido vender". Eles são gerenciados por subcontratados, incluindo a Vanguard Field Strategies, subsidiária da Axiom Strategies, cujo fundador — Jeff Roe [en] — é o estrategista-chefe do Never Back Down.
Em agosto de 2023, relatórios financeiros revelaram que o Never Back Down tinha US$97 milhões em caixa e havia gastado US$34 milhões. Os relatórios mostram uma dependência de doadores ricos, incluindo Bigelow.

### Legalidade
Em maio de 2023, a NBC News relatou que funcionários da administração DeSantis enviaram mensagens de texto solicitando doações de lobistas da Flórida, uma manobra potencialmente questionável do ponto de vista legal. Durante um esforço de campanha na cidade fronteiriça de Eagle Pass, Texas, DeSantis compartilhou no Twitter uma foto posando em frente a um helicóptero. Embora a foto tivesse o objetivo de impulsionar sua campanha, DeSantis foi criticado quando o The Daily Beast revelou que o helicóptero era financiado por contribuintes. A publicação também apontou que DeSantis fez um passeio pelo Rio Grande em um barco pertencente à Comissão de Conservação da Vida Selvagem e Pesca da Flórida como parte da Operação Lone Star [en], acompanhado por um repórter da Fox News; o The New York Times confirmou a situação do barco. A Comissão Federal de Eleições exige que candidatos reembolsem entidades governamentais ao usar aeronaves fornecidas por elas. Em julho, a NBC News obteve um memorando confidencial da campanha destinado a acalmar as preocupações dos doadores; o documento mostra que DeSantis está focando em estados com votação antecipada e considera apenas o ex-presidente Donald Trump uma ameaça significativa.

## Pesquisas de opinião

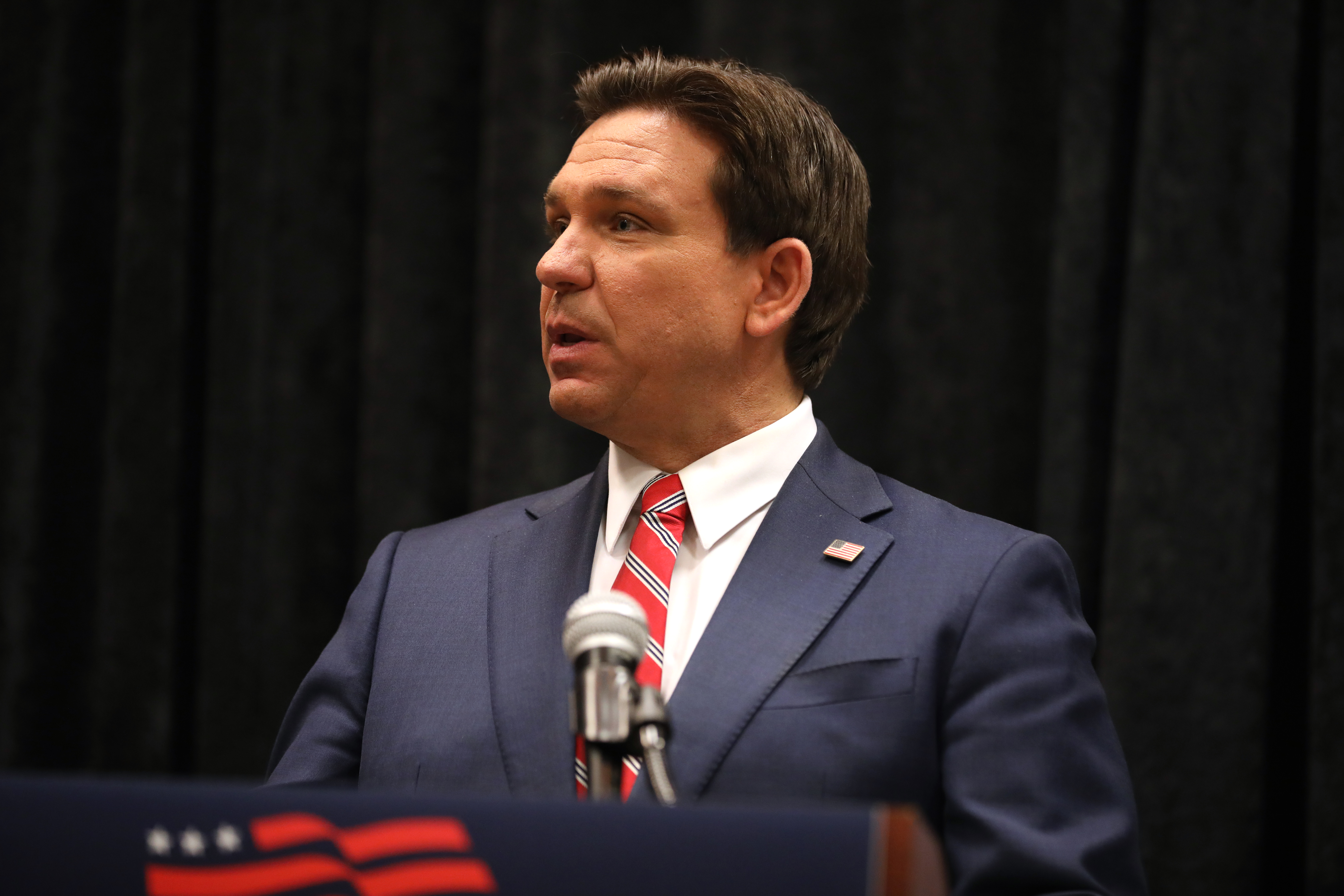
DeSantis em West Des Moines, Iowa, em 9 de janeiro de 2024.

Embora DeSantis inicialmente tenha enfrentado um apoio competitivo em relação a Trump, conforme indicado pelas pesquisas agregadas do FiveThirtyEight, a diferença entre Trump e DeSantis aumentou ao longo de 2023. Segundo o Instituto de Pesquisas da Universidade Quinnipiac [en], entre 18 e 22 de maio, DeSantis atraiu 25% dos eleitores republicanos, em comparação com os 56% de Trump. Geoffrey Skelley, do FiveThirtyEight, observou o crescimento de Trump entre novembro de 2022, quando ele declarou sua candidatura, e maio de 2023. Nesse período, Trump conseguiu atacar DeSantis por seguir muitas das crenças estabelecidas pela Freedom Caucus [en], que ele co-fundou. Trump convenceu diversos republicanos do Congresso da Flórida a apoiá-lo e obteve endossos, e seu indiciamento impulsionou seus números. Em abril de 2023, DeSantis assinou uma proibição do aborto após seis semanas, o que levou megadoadores republicanos a temerem que ele tivesse se deslocado excessivamente para a direita.
A presença de Trump nas Primárias presidenciais do Partido Republicano de 2024 e seus seguidores fiéis, junto com um campo de candidatos cada vez maior, representaram desafios para a campanha de DeSantis. Ryan Tyson, conselheiro sênior de DeSantis, afirmou que a campanha busca atrair eleitores que não votarão exclusivamente em Trump nem se identificam com o movimento Never Trump [en]. Segundo Tyson, a entrada de novos candidatos divide o eleitorado anti-Trump. Outros candidatos, como Nikki Haley e Vivek Ramaswamy, concentraram-se em atacar DeSantis em vez de Trump; Ramaswamy jantou com Trump e seu genro Jared Kushner — um amigo próximo de Ramaswamy — na propriedade de Trump em Bedminster, Nova Jersey [en], em 2021. Após o segundo indiciamento de Trump, DeSantis caiu nove pontos percentuais na média nacional do RealClearPolitics [en]. Steve Cortes, ex-conselheiro de Trump e porta-voz do Never Back Down, chamou Trump de "líder disparado" e admitiu estar "muito atrás". Apesar da redução do número de candidatos com as desistências de Burgum, Pence e Scott, DeSantis teve dificuldade em consolidar esses apoiadores. Além disso, com a diminuição do campo, Haley emergiu como uma concorrente para desafiar DeSantis, tanto nacionalmente quanto nos estados iniciais.